# 버드나무
버드나무(willow)는 버드나무과에 속하는 낙엽 교목이다. 한반도에 자생하는 버드나무는 능수버들, 왕버들, 갯버들 등으로 총 30종이 있다.

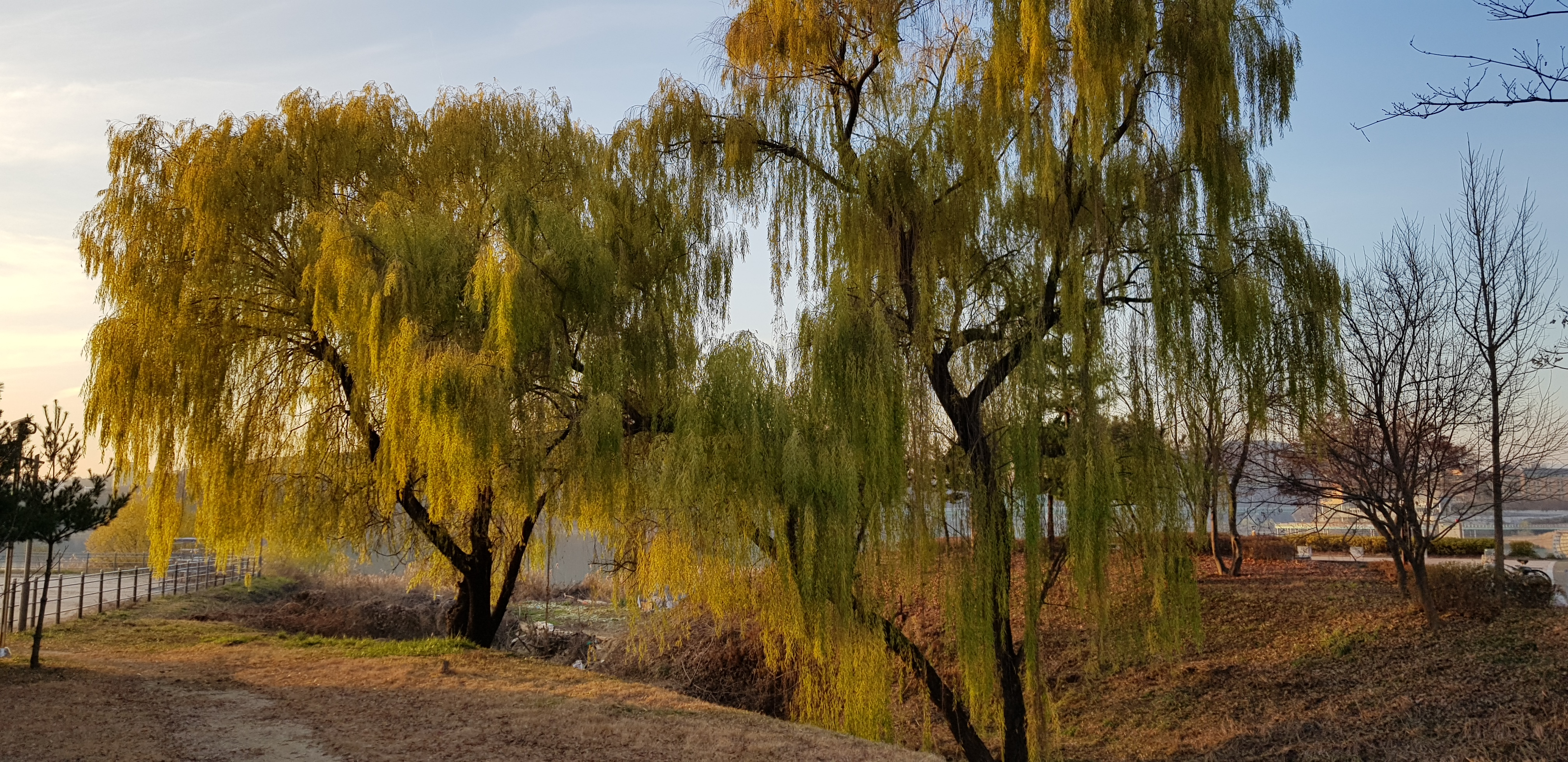
버드나무, 용인시 기흥구 기흥저수지

## 특징
높이는 8~10m, 잎은 긴 타원 모양이며 잔 톱니가 있다. 가늘고 긴 가지는 흔히 죽죽 늘어지며 암수딴그루이고, 4월 무렵 암자색 꽃이 유제 꽃차례로 잎보다 먼저 핀다. 달걀 모양인 삭과는 버들개지라 하여 4~5월에 익으면 두 개로 째져서 흰 솜털이 있는 씨가 바람에 날려 흩어진다.

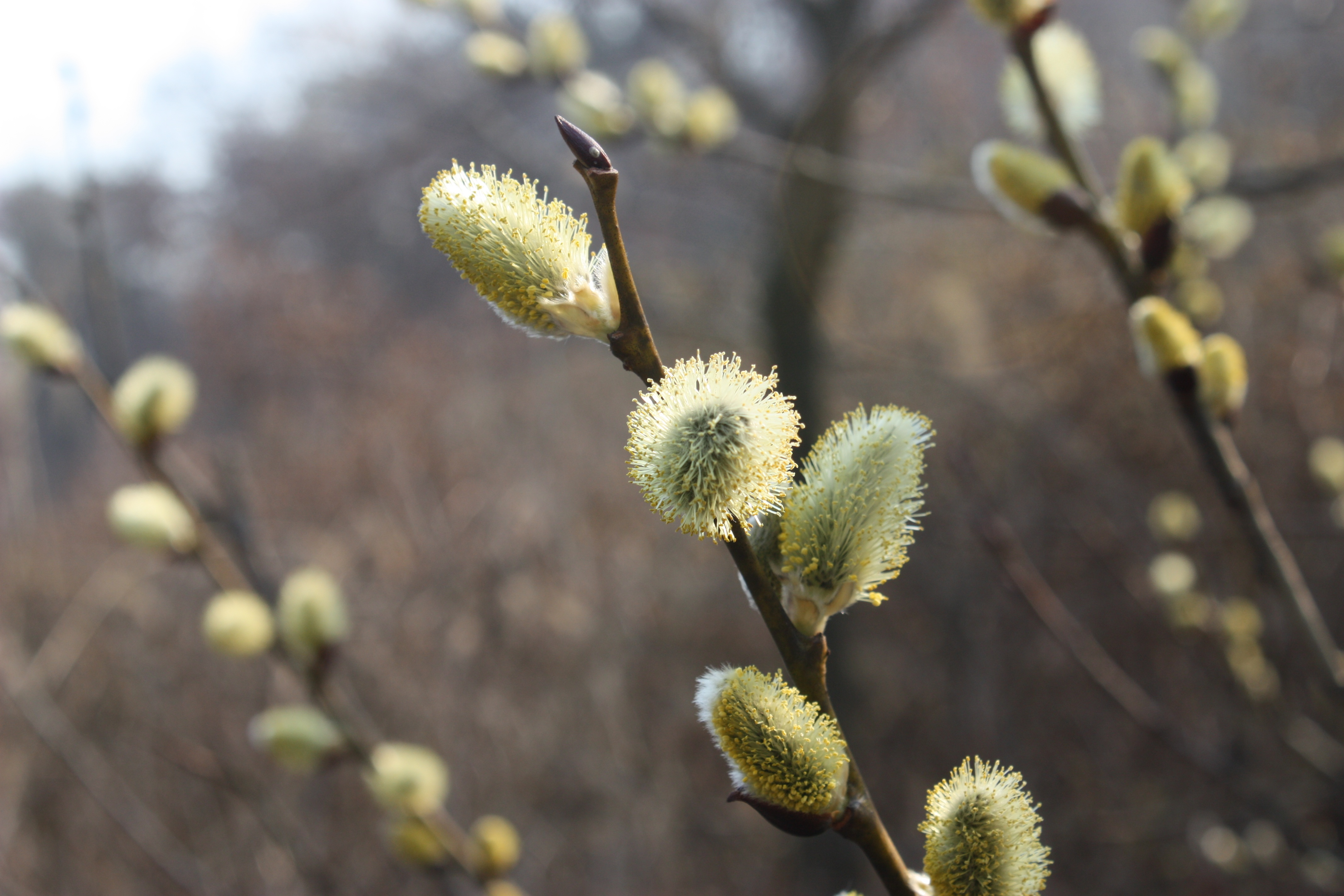
버들개지(버들강아지)
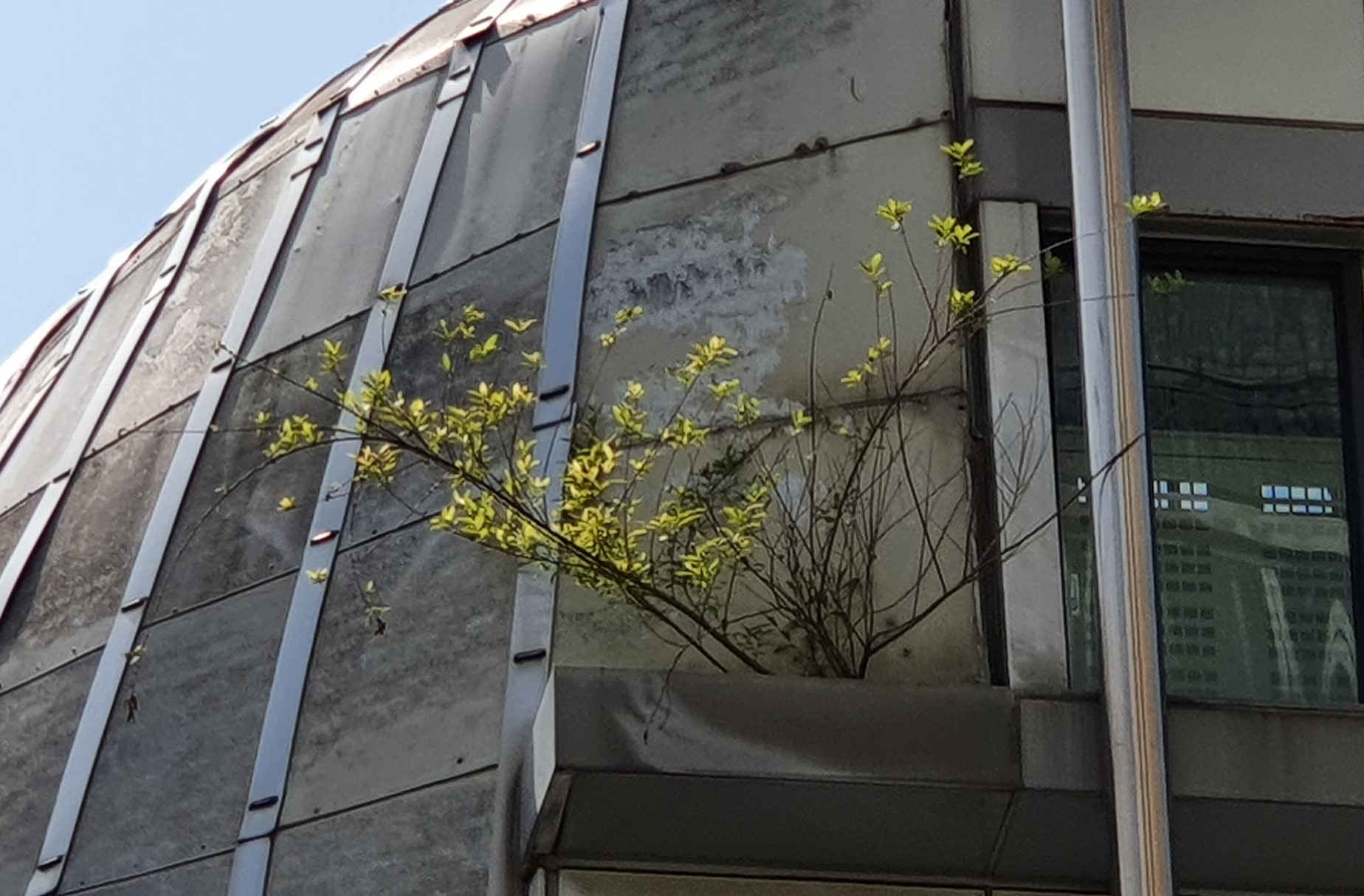
씨앗이 날려 상계역 외벽에서 자라고 있는 버드나무

## 분포
개울가나 들에 나는데 특히 축축한 땅에서 잘 자란다. 대한민국에서는 전국 각지에 분포한다. 대한민국·일본·중국 북동부 등지에 분포해 있는 버드나무과의 낙엽교목으로 주로 냇가에서 자란다.

## 형태

### 줄기 및 가지
높이 20m, 지름 80cm이다. 수피(樹皮)는 검은 갈색이고 얕게 갈라지며 작은 가지는 황록색으로 밑으로 처진다.

### 잎
잎은 어긋나고 피침형이며 길이 5-12cm, 너비 7-20mm로 끝이 뾰족하고 가장자리에 안으로 굽은 톱니가 있다. 잎자루는 길이 2-10mm이고 털이 없거나 약간 있다.

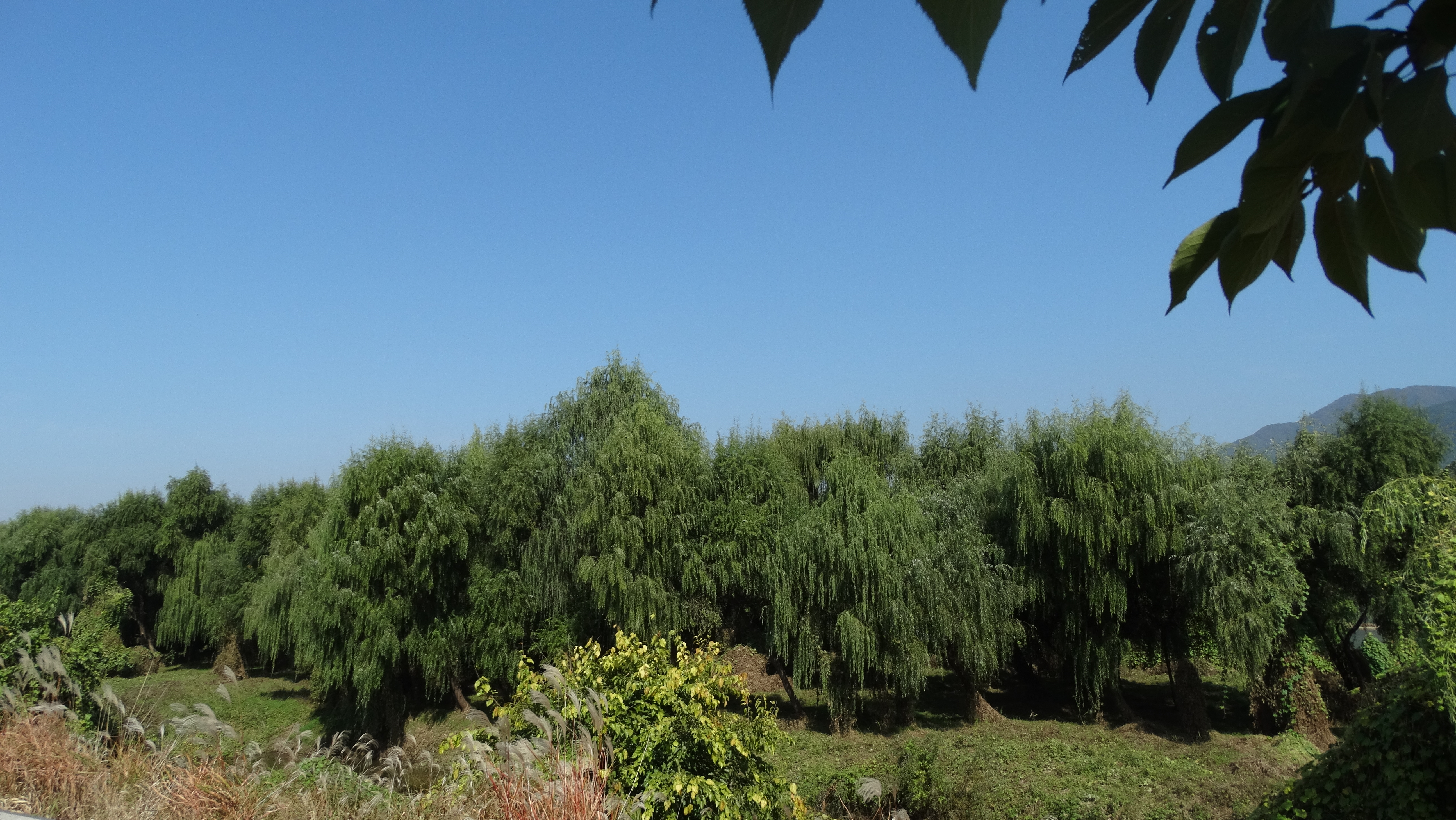
버드나무들

### 꽃과 열매
꽃은 4월에 피고 유이꽃차례로 암수딴그루이다. 수꽃은 길이 1-2cm이며 꿀샘과 수술이 2개씩이고 수술대 밑에는 털이 있다. 암꽃은 길이 1-2cm이고 1-2개의 꿀샘이 있으며 꽃대에 털이 있고 포는 녹색으로 난형이다. 씨방은 난형으로 대가 없으며 털이 있고 암술대는 약간 길며 암술머리는 4개이다. 열매는 삭과로 털이 달린 종자가 들어 있다. 결실기는 5월이다. 버드나무의 꽃은 '버들개지' 또는 '버들강아지'라고 부른다.

## 쓰임새
세공재로 쓰고, 가로수, 풍치목으로 많이 심는다. 나무껍질에 사람 몸에서 아스피린 계통인 살리실산으로 바뀌는 화학물질이 들어 있어 오래전부터 세계 각지에서 해열제, 이뇨제 등의 약용으로 이용했다. 또한 잎은 동의보감에 적혀있을만큼 유명한 약초이다.

## 상징
예로부터 여성의 머리칼처럼 축 늘어진 잎을 약한 여인의 모습으로 표현하기도 했으며 이별을 상징하는 나무이기도 하다.

## 한국 문화 속의 버드나무

### 분청사기
- 분청사기 상감모란양류문 병 - 보물 제1541호